# ドットマトリクス

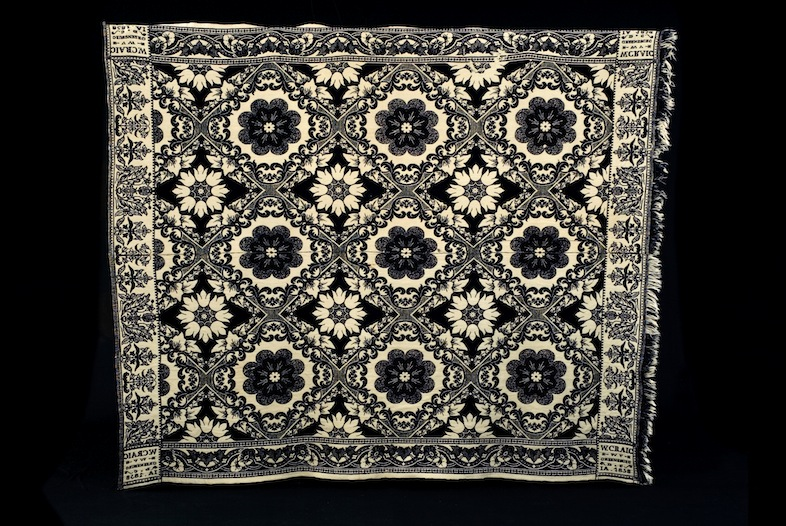
パンチカードを使用するジャカード織機で織られた布（1858年）。その模様は基本的にドットマトリクスである。

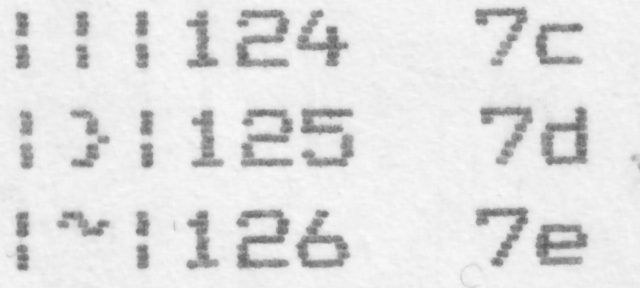
ドット・インパクト方式のプリンターで印字されたドットマトリクス文字

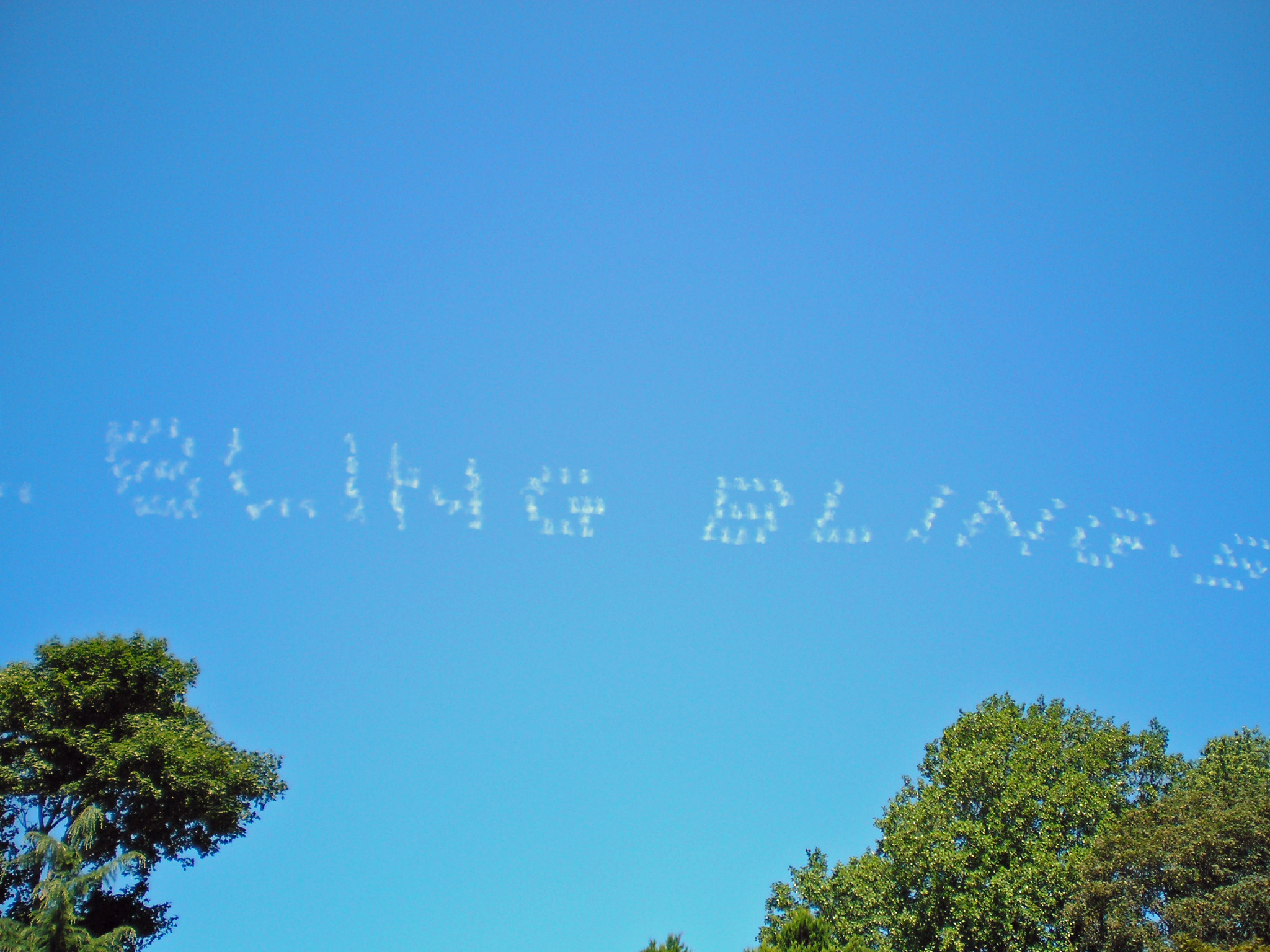
"Bling Bling": 飛行機を使ったスカイライティングで空に描かれたドットマトリクス

ドットマトリクス（英: dot matrix）は、点（ドット）の2次元配列によるパターンであり、文字・記号・画像を表現するのに使われる。携帯電話、テレビ、プリンターなど、現代の情報表示技術のほとんどがドットマトリクスを使っている。織物や編み物のパターンもドットマトリクスの原理を利用している。
ドットマトリクス方式では直線や曲線を点（ドット）の連なりとして表し、ラスタースキャンで描画する。一方、直線や曲線をそのまま描画する方式をベクタースキャンという。ベクタースキャンはかつて航空交通管制用レーダーディスプレイやペンを使ったプロッターなどで使われていた。電子式のベクターディスプレイは基本的にはモノクロームであり、塗りつぶしができないか、非常に遅いという欠点がある。また、ペンプロッターでは塗りつぶした面にムラが生じるという欠点もある。
プリンターでは一般に白い紙の上に黒いドットを並べて文字などを表現する。ディスプレイ装置の場合、LED、CRT、プラズマディスプレイなどはドットの方が背景より明るいが、モノクロの液晶ディスプレイではドットは背景よりも黒い。

## プリンター
プリンターにおいては、低解像度のインパクト式プリンターを主にドットマトリクス方式と呼ぶ。8本/9本/24本のピンが並んでいて、タイプライターのインクリボンのようなものにそれらピンを叩きつけることで紙にドットを転写する。デイジーホイールプリンターやラインプリンターといった活字プリンターと区別する意味で、ドットマトリクスプリンターと呼ばれた。
しかし、今ではコンピュータ用プリンターのほぼ全てがドット配列で印字を行っており、レーザープリンターやインクジェットプリンターなどテクノロジーの違いで呼称するようになっている。インパクト式プリンターは叩きつける圧力が高いため、今ではノーカーボン紙などによる複数枚を重ねた帳票の印刷などにのみ使われている。
電子式プリンターはイメージデータを2段階で生成する。まず、印刷すべき情報をラスターイメージプロセッサでドットマトリクスに変換する。このドットマトリクスをラスターイメージと呼び、印刷すべき情報のページ全体に対応している。ラスターイメージ処理は Adobe Postscript などのページ記述言語を使ってプリンター内で行う場合もあるし、コンピュータ内のプリンタードライバというソフトウェアが行う場合もある。
1980年代初期のインパクト式プリンターは簡単なラスターイメージ処理機能を備え、コンピュータから送られてくる文字コードデータを内蔵の低解像度なビットマップフォントに変換して印字していた。ドットマトリクス情報としては1行分の文字列に対応する程度しか保持できなかった。グラフィカルな画像の印刷には外部でラスターイメージ処理を行うこともできるが、処理そのものも時間がかかり、データ転送も1行分ずつしか行えなかった。
ドットの大きさはプリンターによって異なり、ドットの格子形状も一様でない場合がある。アンチエイリアスのために境目に小さいドットを使用するプリンターもある。また、ドットの大きさは一様だが、紙を送る機構（ペーパーフィード）が通常より小さくステッピングすることで一様でない解像度を実現する場合もある。
ドットマトリクス方式は紙以外への印刷にも便利である。インクジェット方式やインパクト方式のドットマトリクスで様々な製品に印字することが行われている。2次元コードの印刷にも使うことができる。

## コンピュータ
現代のコンピュータの出力はほぼ全てドットマトリクス形式だが、コンピュータ内部のデータ格納形式はベクターパターンの場合もある。ベクターでデータを表現するとメモリ使用量を削減でき、イメージの拡大・縮小も容易である。ドットマトリクスのみでフォントの印字品質を高くするには、フォントのサイズに応じて様々なサイズのドットマトリクスのパターンを用意する必要がある。しかし、フォントをベクター形式（アウトライン形式）で表しておけば1つで済み、そこからあらゆるサイズのドットマトリクスのパターンを生成できる。

## LEDマトリクス

LEDマトリクスの走査で W という文字を表示する様子

LEDマトリクスは大型で低解像度のドットマトリクス型ディスプレイであり、様々な場所で情報表示に利用されており、ホビーストが出力インタフェースとして使うこともある。LEDが2次元配列状に並んでいて、カソードが列で、アノードが行で連結されている（あるいは逆）。行と列を指定して電流を流すよう制御することで、個々のLEDを個別に点灯することができる。列と行の指定をラスタースキャン方式で行えば、文字や画像を表示することができる。LED毎にパルス数を変えることで、個々のドットの明るさを制御する。RGBカラーのLEDを使えばフルカラーのディスプレイも実現可能である。リフレッシュレートは十分高速であるため、人間の眼にはちらつきが認識できない。
LEDマトリクスとOLEDディスプレイの主な違いは個々のドットの大きさである。OLEDも基本原理はLEDマトリクスと同じだが、通常のLEDよりもずっと小さいドットを形成できる。